# Locomotive FMSME 10-14
Le locomotive 10 ÷ 14 della Società Anonima per le Ferrovie Milano-Saronno e Milano-Erba erano un gruppo di locotender di rodiggio 0-2-1. Costruite nel 1879 dalla Maschinenfabrik Esslingen, furono con le 1 ÷ 6 fra le prime macchine acquisite dalla neo-costituita società, che le mise in servizio sulla linea Milano-Erba, di nuova attivazione.
Le locomotive, a causa del profilo accidentato della linea, non risposero completamente alle aspettative, e vennero destinate dopo pochi anni a servizi di manovra. Successivamente furono rinumerate 21 ÷ 25, probabilmente a causa dell'incorporazione nella rete FNM della tranvia a vapore Como-Fino-Saronno nel 1898, che rese necessarie alcune rinumerazioni del parco macchine, per evitare sovrapposizioni.
Negli anni dieci del XX secolo, le locomotive vennero radiate dal parco FNM e vendute a diverse industrie private, che le utilizzarono sui propri raccordi. L'unità 23 "Inverigo" pervenne nel 1927 alla FVS, che la utilizzò sulla sua linea Castel Bolognese-Riolo Bagni, fino alla chiusura nel 1933.
Nel 1883, la Esslingen fornì delle macchine analoghe alle Strade Ferrate Meridionali, che le numerarono 2004 ÷ 2009.